# Francois van Wyk
Pour les articles homonymes, voir Van Wyk.

a Compétitions nationales et continentales officielles uniquement.

Dernière mise à jour le 13 août 2025.
Francois van Wyk, né le 30 juillet 1991 à Bellville (Afrique du Sud), est un joueur sud-africain de rugby à XV évoluant au poste de pilier gauche avec Bath Rugby en Premiership.

## Biographie
Francois van Wyk, surnommé "Slak", naît et grandit à Bellville, dans la province du Cap-Occidental en Afrique du Sud, où il commence la pratique du rugby à XV avec la Western Province et les Boland Cavaliers. Il joue un rôle clé dans l'équipe des Ikey Tigers (en) de l'université du Cap avec qui il remporte la Varsity Rugby (en) en 2011. Par la suite, ayant un temps de jeu limité au niveau provincial avec la Western Province, il déménage alors en Australie et rejoint la Western Force avec qui il fait ses débuts dans le Super Rugby en 2014.
Il dispute son premier match de Super Rugby le 24 mai 2014 face aux Lions en remplaçant Pekahou Cowan à la 77e minute du match gagné 29 à 19.
De 2014 à 2016, il joue pour la Western Force en Super Rugby et durant la même période, il dispute quelques matchs avec Perth Spirit dans le National Rugby Championship.
En 2017, il rejoint l'Angleterre en s'engageant dans le championnat anglais avec les Northampton Saints. Il dispute quatre saisons avec les Saints avec qui il dispute 85 matchs et inscrit trois essais.
En 2021, il reste dans le championnat d'Angleterre en rejoignant les Leicester Tigers. En trois saisons avec les Tigers, il dispute 54 matchs et inscrit sept essais.
Durant l'intersaison 2024, il s'engage avec Bath Rugby pour deux saisons. Dès sa première saison au club, il remporte la Premiership et la Challenge Cup,.

## Palmarès
- Vainqueur de la Varsity Cup (en) en 2011 avec les Ikey Tigers (en).
- Vainqueur du Championnat d'Angleterre en 2025 avec Bath Rugby.
- Vainqueur de la Challenge Cup en 2025 avec Bath Rugby.